# Сыздыкова, Бахыт Ахметовна
Бахы́т Ахме́товна Сызды́кова (род. 8 апреля 1974, Целиноград) — казахстанский общественный деятель, депутат мажилиса парламента Казахстана IV созыва (2007—2011).

## Биография
В 1991 году окончила среднюю школу № 31 в Целинограде, в одиннадцатом классе начала участвовать в КВН. В том же году поступила в Целиноградский государственный педагогический институт (ныне Евразийский национальный университет имени Л. Н. Гумилёва). Во время обучения организовала педагогический отряд, в течение пяти лет работающий в детском оздоровительном лагере «Авроровец» и признававшийся лучшим в Акмолинской области. Организовала в своём университете команду КВН «Северный ветер». В 1996 году с отличием окончила Акмолинский университет имени С. Сейфуллина, получив квалификацию учителя русского языка и литературы. В 1996—1998 годах работала в том же вузе председателем комитета по делам молодёжи, а также преподавателем педагогики.
17 апреля 1998 года Бахыт Сыздыкова была избрана председателем совета молодёжного движения «За будущее Казахстана» города Астаны. Она вместе с членами совета движения инициировала создание следующих общественных организаций: молодёжный парламент (1998), столичная лига КВН (1999), Евразийский экспертный институт (1999), филиал организации скаутского движения Казахстана (2000), штаб строительных студенческих отрядов (2001), молодёжное движение «Единство» (2001), Ассоциация молодёжных организаций столицы (2002 г.), республиканская лига КВН (2003).
В 1998 году руководила молодёжным предвыборным штабом в городе Астане и столичной акцией «Мы знаем — кого выбираем!» по поддержке кандидата в президенты Казахстана Н. А. Назарбаева.
В 1999 году вступила в Республиканскую политическую партию «Отан», в рядах которой принимала активное участие в создании молодёжного крыла партии «Жас Отан».
В 1999 году при поддержке акима Астаны Бахыт Сыздыкова организовала сборную команду КВН Астаны (впоследствии сборной Казахстана) «Астана. KZ», многократно принимавшей участие в Высшей лиге Международного Союза КВН.
В 1999 году была избрана депутатом маслихата Астаны и председателем постоянной комиссии по социальному и национально-культурному развитию маслихата Астаны.
В 2001 году Бахыт Сыздыкова была назначена на должность исполнительного директора Общественного детского фонда «Акбота» города Астаны решением совета попечителей этого фонда. В 2002 году приказом президента фонда «Бобек» была назначена исполнительным секретарем Совета детских фондов Республики Казахстан.
В 2003 году Бахыт Сыздыкова вновь была избрана депутатом маслихата города Астаны, где до марта 2006 года возглавляла комиссию по социальному и национально-культурному развитию Астаны.
с 2001 по 2009 гг — член Ассамблеи Народа Казахстана
с 2005 по 2013 гг — член республиканского политсовета Народно-Демократической Партии «Нур Отан»
11 февраля 2006 года была назначена на должность председателя комитета по охране прав детей Министерства образования и науки Казахстана.
В августе 2007 года Бахыт Сыздыкова была избрана депутатом мажилиса парламента Республики Казахстан IV созыва по партийному списку Народно-демократической партии «Нур Отан».
с 2008 г и по настоящее время — член Совета по молодёжной политике при Президенте РК
с мая 2008 года по май 2014 года — Президент Ассоциации Выпускников Евразийского Национального Университета им. Л. Н. Гумилева.
С мая 2012 по февраль 2013 года — руководитель службы национальных и международных программ ГУ «Назарбаев Центр».
С 4 мая — по ноябрь 2013 года — председатель исполкома — вице-президент РОО «Национальный паралимпийский комитет».
В настоящее время — Президент Центра развития социального предпринимательства. Вела программу «Доброе утро, Казахстан» на канале «Первый канал Евразия».

## Награды
- Медаль «Ерен еңбегі үшін» («За трудовое отличие»)
- Медаль «10 лет независимости Республики Казахстан» (2001)
- Медаль «10 лет Конституции Республики Казахстан» (2005)
- Медаль «30 лет независимости Республики Казахстан» (2021)
- Медаль «10 лет Астане» (2008)
- Нагрудный знак «Ы. Алтынсарин» (2007)
- Памятный знак Детского фонда ООН ЮНИСЕФ «За особый вклад в улучшение положения детей и защиту их прав в Республике Казахстан» (2008)
- Нагрудный знак «За заслуги в развитии физической культуры и спорта в Республике Казахстан» (2010)
- Почётный профессор Казахского гуманитарно-юридического инновационного университета (город Семипалатинск) (2009)
- Лауреат 1-го Республиканского фестиваля «Студенческая весна-1992»[2].
- Лауреат Международного фестиваля творческой молодёжи «Шабыт»[2].
- Лауреат республиканской общественной премии «Народный любимец» (2011) в номинации «Неутомимый депутат года»[источник не указан 4152 дня].